# Onthophagus fossor
Onthophagus fossor là một loài bọ cánh cứng trong họ Bọ hung (Scarabaeidae).